# Girolami-Methode
Die Girolami-Methode ist eine Methode zur Abschätzung von Dichten reiner flüssiger Stoffe bei Raumtemperatur. Der Schwerpunkt dieses Modells ist die einfache Abschätzung der Stoffdichte und nicht deren hohe Genauigkeit.

## Verfahren
Die Methode verwendet rein additive Volumenbeiträge für einzelne Atome und zusätzlich einen Korrekturfaktor für Stoffe mit speziellen funktionellen Gruppen, die eine Volumenkontraktion bewirken und somit eine höhere Dichte. Damit ist die Methode eine Mischung aus einer Atom- und einer Gruppenbeitragsmethode.

### Atombeiträge
Die Methode verwendet folgende Beiträge für die verschiedenen Atome:
| Element           | Relatives Volumen Vi |
| ----------------- | -------------------- |
| Wasserstoff       | 1                    |
| Lithium bis Fluor | 2                    |
| Natrium bis Chlor | 4                    |
| Kalium bis Brom   | 5                    |
| Rubidium bis Iod  | 7,5                  |
| Cäsium bis Bismut | 9                    |

Ein skaliertes Molekülvolumen wird nun über
{\displaystyle V_{S}=\sum _{i}V_{i}}
und die Dichte dann über 
{\displaystyle d={\frac {M}{5\cdot V_{S}}}}
mit der molaren Masse M bestimmt. Der Faktor 5 dient dazu, die Dichte in g·cm−3 zu erhalten.

### Gruppenbeiträge
Für einige Stoffe stellt Girolami fest, dass deren Volumen geringer und deren Dichte größer als das über die angegebene Formel berechnet ist. Für Komponenten mit
- einer Hydroxyfunktion (Alkohole)
- einer Carboxyfunktion (Carbonsäuren)
- einer primären oder sekundären Aminofunktion (Amine)
- einer Amidgruppe (inkl. am Stickstoff substituierter Amide)
- einer Sulfoxidgruppe (Sulfoxide)
- einer Sulfongruppen (Sulfone)
- einem Ring (nicht-anelliert)

reicht es aus, für jedes Vorkommen die Dichte, die aus der Hauptbestimmungsgleichung bestimmt worden ist, um 10 % zu erhöhen. Für Sulfongruppen ist der doppelte Faktor anzuwenden (20 %).
Ein weiterer Spezialfall sind Stoffe mit anellierten Ringsystemen wie etwa Naphthalin. Die Dichte dieser Stoffe ist um 7,5 % pro Ring zu erhöhen, für Naphthalin somit um 15 %.
Falls mehrere dieser Korrekturen notwendig sind, sind sie zu addieren, jedoch nicht über insgesamt 130 % hinaus.

## Beispielrechnungen
| Stoff                 | M [g/mol] | Volumen VS                                                     | Korrekturen                             | Berechnete Dichte [g·cm−3]                                    | Exp. Dichte [g·cm−3] |
| --------------------- | --------- | -------------------------------------------------------------- | --------------------------------------- | ------------------------------------------------------------- | -------------------- |
| Cyclohexanol          | 100       | {\displaystyle (6\cdot 2)+(12\cdot 1)+(1\cdot 2)=26}           | Ein Ring und eine Hydroxygruppe = 120 % | {\displaystyle d={\frac {1{,}2\cdot 100}{5\cdot 26}}=0{,}92}  | 0,962                |
| Dimethylethylphosphin | 90        | {\displaystyle (4\cdot 2)+(11\cdot 1)+(1\cdot 4)=23}           | Keine Korrekturen                       | {\displaystyle d={\frac {90}{5\cdot 23}}=0{,}78}              | 0,76                 |
| Ethylendiamin         | 60        | {\displaystyle (2\cdot 2)+(8\cdot 1)+(2\cdot 2)=16}            | Zwei primäre Amingruppen = 120 %        | {\displaystyle d={\frac {1{,}2\cdot 60}{5\cdot 16}}=0{,}90}   | 0,899                |
| Sulfolan              | 120       | {\displaystyle (4\cdot 2)+(8\cdot 1)+(2\cdot 2)+(1\cdot 4)=24} | Ein Ring und zwei S=O-Bindungen = 130 % | {\displaystyle d={\frac {1{,}3\cdot 120}{5\cdot 24}}=1{,}30}  | 1,262                |
| 1-Bromnaphthalin      | 207       | {\displaystyle (10\cdot 2)+(7\cdot 1)+(1\cdot 5)=32}           | Zwei anellierte Ringe = 115 %           | {\displaystyle d={\frac {1{,}15\cdot 207}{5\cdot 32}}=1{,}49} | 1,483                |

## Qualität
Der Autor gibt für 166 getestete Komponenten einen mittleren quadratischen Fehler (RMS) von 0,049 g·cm−3 an. Lediglich für zwei Komponenten (Acetonitril und Dibromchlormethan) wurde ein Fehler größer als 0,1 g·cm −3 festgestellt.